# Al Quoz
Al Quoz è un quartiere di Dubai, si trova nella regione di Bur Dubai, nel settore occidentale di Dubai. 

## Economia
Uno dei quartieri più grandi della città, ospita le industrie più importanti e significative di tutti gli Emirati Arabi Uniti.